# Cholodilnik
Der Cholodilnik (russisch Со́пка Холоди́льник; wörtl. Kühlschrankhügel) ist ein Berg im Fernen Osten Russlands. Er befindet sich in der Region Primorje und stellt die höchste Erhebung auf dem Stadtgebiet von Wladiwostok dar.